# Haltidytes saltitans
Haltidytes saltitans är en djurart som tillhör fylumet bukhårsdjur, och som först beskrevs av Stockes 1887.  Haltidytes saltitans ingår i släktet Haltidytes och familjen Dasydytidae. Inga underarter finns listade i Catalogue of Life.